# Большие Ключи (Татарстан)
Большие Ключи (тат. Олы Клүчә, Olı Klüçä) — село в Зеленодольском районе республики Татарстан, административный центр Большеключинского сельского поселения.

## География
Село расположено в северо-западной части Республики Татарстан, в северной части Зеленодольского района. До столицы республики — 52 км по шоссейной дороге, до г. Зеленодольска — 35 км. Неподалёку от села располагается Раифский Богородицкий монастырь. К северу располагаются села Большие Яки и Большие Кургузи, к западу — деревня Соловьёвка, к юго-востоку — село Ивановское. Через Большие Ключи протекает река Сумка. К юго-западу от села расположен Волжско-Камский заповедник.

## История
Село основано в 1680 году. В дореволюционных источниках известно под названием Ключи. Русские жители, основавшие село Большие Ключи и давшие ему название по ключам — родникам, выселились из других мест около 1680 года. До заселения на месте села был дремучий лес. В самом селе, так и в окрестностях находится много оврагов с родниками, из которых текут быстрые ключи. В XVIII — 1-й половине XIX века жители относились к категории государственных крестьян. Занимались земледелием, разведением скота. В 1832 году в селе была построена церковь Иоанна Богослова, существующая по сей день. В начале XX века здесь функционировали земская больница, кредитное товарищество, 2 земские школы, 5 ветряных мельниц, 2 кузницы, казённая винная, 3 пивных и 15 мелочных лавок, по средам проходил базар. В этот период надел сельской общины составлял 4466,1 десятин. До 1920 года село входило в Кукморскую волость Казанского уезда Казанской губернии. С 1920 г. в составе Арского кантона Татарской АССР. С 14 февраля 1927 года — в Казанском сельском, с 4 августа 1938 года — в Юдинском, с 16 июля 1957 года — в Зеленодольском районе.

## Население

### Численность населения по годам
| 1782 | 1859 | 1897 | 1908 | 1920 | 1938 | 1949 | 1970 | 1979 | 1989 | 2000 |
| 223  | 1462 | 2497 | 2885 | 2149 | 1473 | 1152 | 1788 | 1693 | 1548 | 1716 |

Численность населения — 1717 человек (2017 год), население наиболее активно растет за счёт строительства жилых домов, в частности идёт застройка коттеджного поселка «Лесное озеро».

## Известные личности
- Мать знаменитого русского певца Фёдора Шаляпина — Евдокия Михайловна, была кормилицей в селе Большие Ключи.
- В селе жил и учился герой Советского Союза Николай Волостнов, в честь которого названа центральная улица села.
- В селе родился Павел Васильевич Кормунин.
- Степан Петрович Дыганов (1912—2001) — советский партийный и государственный деятель.